# Tchoulman (rivière)
Pour la ville, voir Tchoulman.
Le Tchoulman (en russe : Чульман) est une rivière de Russie qui coule dans le sud de la République de Sakha en Sibérie orientale. C'est un affluent gauche de la rivière Timpton, donc un sous-affluent de la Léna par le Timpton, puis par l'Aldan.

## Géographie
Le Tchoulman est long de 166 kilomètres. Son bassin versant a une superficie de 4 020 km2, c'est-à-dire une surface comparable à celle du département français des Pyrénées-Orientales, ou encore à la province de Liège en Belgique.
Le débit moyen observé à son point de confluence est de 52 m3/s.  
Le Tchoulman prend sa source sur le versant nord des monts Stanovoï à la limite sud-est de la République de Sakha (Iakoutie). Rivière typique de montagne, il s'écoule grosso modo du sud-ouest vers le nord-est. Il rejoint la rivière Timpton peu après avoir baigné la localité de Tchoulman.
Les eaux du Tchoulman sont prises par les glaces depuis la fin du mois d'octobre jusqu'à la seconde quinzaine de mai.
Comme la plupart des rivières du Sakha, le bassin versant du Tchoulman repose totalement sur un manteau de sol gelé en permanence ou pergélisol.

## Localités traversées
En bordure du Tchoulman, il faut citer les villes suivantes :
- Nerioungri : centre houiller important peuplé de 64 000 habitants en 2008.
- Tchoulman : autre ville minière ; centrale thermique.

Les deux villes sont reliées par la ligne ferroviaire de l'AIAM à la Magistrale Baïkal-Amour (ou BAM), ainsi qu'au Transsibérien.

## Affluents
- La Kabakta (en russe : Кабакта) (rive gauche) longue de 68 km
- Le Petit Tchoulman (en russe : Мал. Чульман) (rive gauche) long de 48 km
- Le Berkakit (en russe : Беркакит) (rive droite) long de 48 km

## Hydrologie

### Hydrométrie - Les débits mensuels à Tchoulman
Le Tchoulman est une rivière abondante et fort bien alimentée. Son débit a été observé pendant 45 ans (de 1959 à 1994) à Tchoulman, ville située à quelque 29 kilomètres de sa confluence avec la Timpton, à 640 mètres d'altitude . 
Le débit annuel moyen ou module observé à Tchoulman était de 49,1 m3/s pour une surface de drainage de 3 840 km2, soit plus de 95 % du bassin versant de la rivière qui compte 4 020 km2. La lame d'eau d'écoulement annuel dans le bassin se montait de ce fait à 403 millimètres, ce qui doit être considéré comme élevé.
Rivière abondante, alimentée en grande partie par la fonte des neiges, mais aussi par les précipitations assez abondantes de la saison estivale, le Tchoulman est un cours d'eau de régime nivo-pluvial qui présente deux saisons. 
Les hautes eaux se déroulent du printemps à la fin de l'été, du mois de mai au mois de septembre inclus, avec un sommet bien net en mai-juin, ce qui correspond au dégel et à la fonte des neiges. Le bassin bénéficie de précipitations en toutes saisons, particulièrement abondantes sur les hauts sommets. Elles tombent sous forme de pluie en saison estivale. Les pluies expliquent que le débit de juillet à septembre soit fort soutenu. En septembre puis octobre, le débit de la rivière baisse rapidement, ce qui mène à la période des basses eaux. Celle-ci a lieu de novembre à avril inclus et correspond à l'hiver et aux puissantes gelées qui s'étendent sur toute la région. 
Le débit moyen mensuel observé en mars (minimum d'étiage) est de 0,028 m3/s, (28 litres), soit presque rien comparé au débit moyen du mois de mai, maximum de l'année  (143 m3/s), ce qui souligne l'amplitude extrêmement élevée des variations saisonnières. Et ces écarts de débits mensuels peuvent être encore bien plus importants d'après les années : sur la durée d'observation de 45 ans, le débit mensuel minimal a été nul à plusieurs reprises entre janvier et avril, tandis que le débit mensuel maximal s'élevait à 297 m3/s en juin 1963.
En ce qui concerne la période libre de glace (de juin à septembre inclus), toujours sur cette longue période de 45 ans, le débit minimal observé a été de 19,8 m3/s en septembre 1954, ce qui restait encore fort appéciable.  

### Les précipitations à Nerioungri
Le total annuel des précipitations relevées à Nerioungri est de 548 millimètres. La période la plus arrosée est centrée sur l'été et va de juin à septembre. L'importance des pluies d'été assure à la rivière un débit estival soutenu.
Précipitations mensuelles moyennes relevées à Nerioungri (en millimètres)